# Douglas Haig
Douglas Haig, 1º Conde Haig KT GCB OM GCVO KCIE (Edimburgo, 19 de junho de 1861 – Londres, 29 de janeiro de 1928) foi um oficial militar britânico e comandante sênior durante a Primeira Guerra Mundial. Haig comandou a Força Expedicionária Britânica de 1915 até o fim da guerra. Notabilizou-se ao comandar pessoalmente seus exércitos durante as batalhas do Somme e de Ypres e na Ofensiva dos Cem Dias, alguns dos confrontos mais sangrentos da história militar do Reino Unido.
Saudado como um competente general durante e logo após a Primeira Grande Guerra, com seu funeral se tornando um dia de luto nacional na Inglaterra, sua reputação declinou consideravelmente com o passar das décadas, principalmente com novos estudos que começaram a partir da década de 1960. Sob seu comando, cerca de 2 milhões de britânicos foram mortos ou feridos, o que lhe rendeu o apelido de "Açougueiro Haig". Algumas das principais críticas contra ele era sua inabilidade de se adaptar a nova realidade da guerra, apostando em velhas estratégias, como no Somme onde ele mandou onda após onda de tropas britânicas contra as fortificadas linhas alemãs. Alguns historiadores, contudo, continuam a avalia-lo positivamente pois, ainda que suas forças tenham sofridas gigantescas baixas, sua estratégia final resultou em vitória e na rendição da Alemanha em 1918. Se aposentou dois anos após o fim da guerra, mantendo laços com o exército e defendendo seu histórico de comando no conflito.